# Jerzy Kluger
Jerzy Kluger (4 tháng 4 năm 1921 - 31 tháng 12 năm 2011) là doanh nhân Ba Lan sống ở Rome. Ông là người Do Thái. Khi còn nhỏ, ông là bạn thân của Karol Wojtyła, sau này là Tổng giám mục Kraków và trở thành Giáo hoàng Gioan Phaolô II.

## Tiểu sử
Jerzy Kluger sinh ra ở Kraków, Ba Lan vào ngày 4 tháng 4 năm 1921 và lớn lên ở Wadowice. Cha của ông Wilhelm là một luật sư. Klugers là thành viên của cộng đồng Do Thái ở Wadowice, trong đó Wilhelm là chủ tịch, nhưng ông vẫn khăng khăng rằng gia đình mình pha trộn giữa bản sắc Do Thái và thế tục (thế tục là trạng thái trung lập, trong đó chủ thể tách biệt khỏi tôn giáo). Cộng đồng người Do Thái ở Wadowice có quan hệ tốt với những người hàng xóm Công giáo của họ, mặc dù vẫn tồn tại chủ nghĩa bài Do Thái.

## Thế chiến II
Sau khi quân Đức xâm lược, Jerzy và cha tìm cách gia nhập Quân đội Ba Lan. Cha của ông được đưa đến Palestine; còn Jerzy được đưa đến Cairo, sau đó là Iraq và cuối cùng là mặt trận Italia. Em gái và mẹ của ông do không chịu rời bỏ người bà ốm yếu nên đã bị lính Đức Quốc xã bắt đi. Người bà được đưa lên một chuyến tàu di chuyển đến trại hủy diệt Bełżec và bị sát hại nơi đây. Còn mẹ và em gái bị sát hại ở trại tập trung Auschwitz.

## Công đồng Vaticanô II
Trong Công đồng Vaticanô II, Kluger gặp lại người bạn năm xưa Wojtyla.
Năm 2000, Kluger tháp tùng Wojtyla trong chuyến viếng thăm chính thức Bảo tàng Holocaust ở Jerusalem.
Vào tháng 5 năm 2005,  tại Cracovia, ông gặp hồng y Franciszek Macharski, Maria Nowak và Cha Hieczyslaw Malinski.
Tình bạn lâu năm giữa Kluger và Wojtyla được khắc họa trong cuốn sách Thư gửi một người bạn Do Thái, xuất bản năm 1993 bởi Gianfranco Svidercoschi. Trong cuốn sách A Life With Karol của mình, cựu Hồng y giáo phận Cracovia Stanislaw Dziwisz đã viết rằng Wojtyla thường ăn tối với người bạn cùng bàn cũ Kluger và gia đình ông.

## Qua đời
Kluger qua đời vào ngày 31 tháng 12 năm 2011 tại thủ đô Roma, Italia vì bệnh Alzheimer, hưởng thọ 90 tuổi.

## Một số tác phẩm
- Dowling, Gregory. Letter to a Jewish Friend - Jerzy Kluger. Hodder & Stoughton Religious, 1994, ISBN 0-340-61014-X, Jerzy Kluger (author), Pope John Paul II (author), Gian Franco Svidercoschi (editor)
- O'Brien, Darcy. The Hidden Pope - The Untold Story of a Lifelong Friendship That Is Challenging the Relationship between Catholics and Jews. The Personal Journey of John Paul II and Jerzy Kluger (Vị Giáo hoàng ẩn mình - Chuyện chưa kể về tình bạn trọn đời thách thức mối quan hệ giữa người Công giáo và người Do Thái. Hành trình của Đức Gioan Phaolô II và Jerzy Kluger), Daybreak Books, New York, 1998. ISBN 0-87596-478-8ISBN 0-87596-478-8